# Průsmyk Vyšebrodský
Průsmyk Vyšebrodský är ett bergspass i Österrike. Det ligger i den nordöstra delen av landet, 160 km väster om huvudstaden Wien. Průsmyk Vyšebrodský ligger 739 meter över havet.
Terrängen runt Průsmyk Vyšebrodský är kuperad åt nordväst, men åt sydost är den platt. Närmaste större samhälle är Bad Leonfelden, 5,4 km söder om Průsmyk Vyšebrodský. 
I omgivningarna runt Průsmyk Vyšebrodský växer i huvudsak blandskog. Runt Průsmyk Vyšebrodský är det ganska tätbefolkat, med 86 invånare per kvadratkilometer.